# WASP-49
WASP-49 — звезда в созвездии Зайца. Находится на расстоянии приблизительно 554 световых лет от Солнца. Вокруг звезды обращается, как минимум, одна планета.

## Характеристики
WASP-49 представляет собой звезду 11,3 видимой звёздной величины; впервые упоминается в каталоге 2MASS под наименованием 2MASS J06042146-1657550. WASP-49 принадлежит к классу жёлтых карликов. Её масса и радиус составляют 94% и 90% солнечных соответственно. Температура поверхности звезды приблизительно равна 5600 кельвинов.

## Планетная система
В 2012 году группой астрономов, работающих в рамках программы SuperWASP, было объявлено об открытии планеты WASP-49 b в системе. Это горячий газовый гигант, имеющий эффективную температуру 1369 кельвинов. Его масса близка к массе Сатурна. Он обращается на расстоянии 0,03 а.е. от родительской звезды, совершая полный оборот за двое суток. Открытие планеты было совершено транзитным методом.
Наличие у WASP-49 b на расстоянии ∼ 1,5—2 радиусов планеты газообразного натрия (Na I) может свидетельствовать о нахождении на орбите этого горячего юпитера вулканически активной экзолуны размером со спутник Юпитера Ио.